# أرتور سيغوفيا
أرتور سيغوفيا (بالإسبانية: Arturo Segovia)‏ هو لاعب كرة قدم كولومبي في مركز الدفاع، ولد في 26 أكتوبر 1941 في Soledad, Atlántico ‏ في كولومبيا. شارك مع منتخب كولومبيا لكرة القدم. أما مع النوادي، فقد لعب مع أتلتيكو جونيور وأمريكا دي كالي وديبورتيس توليما ونادي ميلوناريوس.